# Амар Сингх I
Амар Сингх I (16 марта 1559 — 26 января 1620) — махараджа княжества Мевар в 1597—1620 годах.

## Биография
Происходил из раджпутского клана Сесодия. Сын махараджи Пратапа Сингха. В 1572 году стал раджкунваром (принцем-наследником). Вместе с ним в течение 1570—1590-х годов боролся против могольских захватчиков. Перед смертью отца дал ему обещание бороться против Великих Моголов.
В 1597 году, после смерти Прата Сингха, стал махараджей Мевара. Он продолжил войну против падишаха Акбара, а впоследствии — Джахангира. В 1606 году состоялась битва при Деваре. Могольское войско во главе с шах-заде Парвезом не смогло одолеть армию Амара Сингха I. Поэтому, хотя раджпуты не выиграли битву, они смогли отстоять независимость Мевара. В 1608 году новая могольская армия во главе с Махабат-ханом вторглась в Мевар, сумев оккупировать большую часть княжества. Однако Амар Сингх начал партизанскую войну, скрываясь со своими воинами в лесах и горах. После замены Махабат-хана на Абдулу-хана моголы достигли больших успехов. После перевода последнего в Гуджарат в 1610 году война на некоторое время прекратилась, однако Мевар был опустошён.
В 1613 году началась новая военная кампания Великих Моголов во главе с шах-заде Хуррамом (будущим Шах Джаханом) против Амара Сингха I. В итоге голод и мор заставили последнего просить мира у падишаха. В 1615 году в Аджмере был заключён мирный договор, согласно которому Мевар поставлял в могольскую армию отряд в 1000 всадников, сын Амара Сингха, Каран, становился мансабдаром-пятитысячником. Амар Сингх получал право не присутствовать при могольском дворе, Мевар получил право не присылать невест в гарем падишаха. Одновременно Каран получил хорошие подарки. в 1616 году Амар Сингх получил обратно город Читора. С этого момента начинается дружба правителей Мевар с падишахами Великих Моголов.
Амар Сингх I умер 26 января 1620 года в Удайпуре, перед смертью объявив наследником Карана Сингха.